# Володино (Берёзовский район)
Володино — село в Берёзовском районе Пермского края. Входит в состав Дубовского сельского поселения.

## Географическое положение
Расположено к северо-западу от райцентра, села Берёзовка.

## Население
| 2010 |
| ---- |
| 69   |

## Топографические карты
- Лист карты O-40-79. Масштаб: 1 : 100 000. Издание 1980 г.